# Дејнџерфилд (Тексас)
Дејнџерфилд (енгл. Daingerfield) град је у америчкој савезној држави Тексас. По попису становништва из 2010. у њему је живело 2.560 становника.

## Демографија
Према попису становништва из 2010. у граду је живело 2.560 становника, што је 43 (1,7%) становника више него 2000. године.
| Група             | 2000.         | 2010.         |
| Белци             | 1.669 (66,3%) | 1.435 (56,1%) |
| Афроамериканци    | 658 (26,1%)   | 732 (28,6%)   |
| Азијати           | 10 (0,4%)     | 4 (0,2%)      |
| Хиспаноамериканци | 134 (5,3%)    | 332 (13,0%)   |
| Укупно            | 2.517         | 2.560         |